# Erasure (album)
Erasure – siódmy album brytyjskiej grupy Erasure wydany w  roku 1995. Vince Clarke oraz Andy Bell są autorami wszystkich utworów.

## Utwory
| #   | Tytuł                                | Długość |
| --- | ------------------------------------ | ------- |
| 01. | Intro: Guess I'm Into Feeling        | 3:38    |
| 02. | Rescue Me                            | 6:10    |
| 03. | Sono Luminus                         | 7:51    |
| 04. | Fingers & Thumbs (Cold Summer's Day) | 6:44    |
| 05. | Rock Me Gently                       | 10:01   |
| 06. | Grace                                | 5:54    |
| 07. | Stay with Me                         | 6:43    |
| 08. | Love the Way You Do So               | 6:33    |
| 10. | Angel                                | 5:32    |
| 10. | I Love You                           | 6:29    |
| 11. | A Long Goodbye                       | 5:34    |

## Personel
- Andy Bell – śpiew
- Vince Clarke – multiinstrumentalista, programowanie
- Diamanda Galás – śpiew
- Paul Hickey – dodatkowy śpiew
- Ruby James – dodatkowy śpiew
- London Community Gospel Choir – chórki, chór

Produkcja:
- Dave Bascombe – miksowanie
- Blaise Dupuy – inżynier
- Thomas Fehlmann – producent
- George Holt – inżynier
- Ian Huffam – pomocnik miksera
- Gareth Jones – producent
- François Kevorkian – miksowanie
- Mike Marsh – masterowanie
- Patrick McGovern – pomocnik miksera
- Ashley Potter – ilustracje
- Lloyd Puckitt – miksowanie
- Sly Smith – artwork
- Andy Strange – pomocnik miksera